# Hübner Bräu
Der Hübner Bräu ist eine Bierbrauerei im oberfränkischen Steinfeld, einem Ortsteil der Gemeinde Stadelhofen im Landkreis Bamberg. Die Brauerei hat eine Jahresproduktion von 5000 Hektolitern.
Bereits seit 1750 gibt es die Brauerei. Seit 1904 befindet sie sich im Familienbesitz. Zur Brauerei gehört ein Brauereiwirtshaus mit Biergarten und eine Schnapsbrennerei. Die Produktpalette umfasst die Biersorten Vollbier, Kerwa Festbier, Jubiläumsbier, Helles Bockbier, Staafelder Osterhäsla und Staafelder Christkindla. Abgefüllt wird jeweils in Kronkorkenflaschen. An Schnäpsen werden Bierschnapps, Kirschwasser, Williams Christ Birnen, Zwetschgenwasser, Fränkischer Whisky und Zwetschgen Brandy hergestellt.